# Salima
Salima – miasto w Malawi; w Regionie Centralnym; 36 789 mieszkańców (2018). Przemysł spożywczy.